# William Dunn Moseley
William Dunn Moseley (Contea di Lenoir, 1º febbraio 1795 – Palatka, 4 gennaio 1863) è stato un politico statunitense. Proveniente dalla Carolina del Nord, divenne il primo governatore dello Stato della Florida, in carica dal 1845 al 1849 e guidando l'istituzione del governo statale.

## Biografia

### Origini
William Dunn Moseley nacque il 1º febbraio 1795 a Moseley Hall nella contea di Lenoir, nella Carolina del Nord. Era il figlio di Matthew e Elizabeth Herring Dunn Moseley. La famiglia discendeva da William Moseley, che arrivò in Virginia nel 1649 e costruì Greenwich vicino a Norfolk sul fiume Elizabeth, in quella che allora era la contea di Lower Norfolk.
Moseley si laureò all'Università della Carolina del Nord a Chapel Hill nel 1818, mentre era compagno di stanza del futuro presidente James K. Polk. Nel 1822 Moseley sposò Susan Hill, e la coppia ebbe sei figli.
Ammesso all'ordine degli avvocati, iniziò a praticare a Wilmington. Come molti avvocati dell'epoca, la legge non era la sua unica professione; Moseley, per esempio, era anche insegnante di scuola. Dal 1829 al 1837 rappresentò la Contea di Lenoir nel Senato della Carolina del Nord, prestando servizio come presidente dell'Assemblea per quattro mandati tra il 1832 e il 1835. Perse poco dopo la nomina democratica come governatore della Carolina del Nord per soli tre voti.

### Governatore della Florida
Nel 1835 Moseley e la famiglia si trasferirono a Lake Miccosukee nella contea di Jefferson, in Florida, dopo aver acquistato una piantagione. Nel 1840 fu eletto nella Camera dei Rappresentanti territoriale, mentre nel 1844 ottenne un seggio nel Senato territoriale. Il 3 marzo 1845 la Florida fu infine ammessa come ventisettesimo stato dell'Unione. Poco più tardi, nella prima elezione a livello statale, Moseley vinse le elezioni come primo governatore della Florida battendo l'ex-governatore territoriale Richard Keith Call.
Moseley prestò giuramento il 25 giugno 1845. Durante il suo mandato stabilì il nuovo governo statale. Il palazzo del Campidoglio di Tallahassee fu completato durante il suo primo anno in carica, permettendogli così di insediarvisi. Moseley appoggiò il ruolo del suo Stato nella guerra messico-statunitense, poiché gli stati del Profondo Sud sostenevano il conflitto, visto come un'opportunità per conquistare territori dove la schiavitù poteva essere praticata.
Moseley lavorò per risolvere i conflitti tra coloni bianchi e indiani Seminole. Incoraggiò anche l'agricoltura, favorendo la creazione di piantagioni di agrumi, avocado, tabacco e cotone nelle terre floridiane ancora largamente incolte. Durante la sua amministrazione, il governo federale costruì Fort Jefferson su uno degli isolotti di corallo al largo della costa meridionale della Florida, e Fort Clinch sull'Isola di Amelia, vicino alla moderna Fernandina Beach. Moseley era un forte sostenitore dell'autonomia dei singoli Stati, e favorì la creazione di scuole pubbliche finanziate dallo stato.
Costituzionalmente limitato a un solo mandato, Moseley ritornò alla sua piantagione dopo aver terminato il suo mandato il 1º ottobre 1849. Due anni dopo, si stabilì nella città di Palatka nella contea di Putnam, dove gestì un agrumeto. Morì il 4 gennaio 1863 e fu sepolto nel Cimitero di West View a Palatka.